# Oświęcim
Oświęcim (Auschwitz en alemany) és una ciutat polonesa situada al sud del voivodat de la Petita Polònia (Małopolska en polonès), a 50 km a l'oest de Cracòvia. El 2001 tenia 43.000 habitants.

## Història
La ciutat va ser mencionada per primer cop el 1117. El 1170 va deixar de pertànyer a la província de Cracòvia i va passar al Ducat d'Opole. Oświęcim es va organitzar segons la llei alemanya el 1270.
Al llarg de la història, alemanys i polonesos varen viure junts en aquest poble de forma pacífica. Des de 1315, va ser la capital d'un ducat independent.
El 1327 el duc Joan I d'Oświęcim va formar un estat vassall del regne de Bohèmia, amb la part oest de Galítsia i els ducats d'Oświęcim i Zator. Posteriorment l'àrea retornà als ducs.
En el segle xiv molta gent va ser desplaçada. El 1457 el rei polonès Casimir IV Jagelló va comprar els drets d'Oświęcim que va ser afegit a Cracòvia. Els jueus varen ser convidats a establir-se en aquesta regió, i esdevingueren població majoritària al segle xv.
Oświęcim també esdevingué un dels centre de cultura protestant a Polònia.
La ciutat va ser destruïda per tropes sueques el 1655.
Quan Polònia va ser dividida durant el segle xviii, Oświęcim esdevingué part del Regne de Galítsia i Lodomèria (una província de l'Imperi Austrohongarès) el 1772.
Després de la Primera Guerra Mundial la ciutat retornà a Polònia. Al llarg de la història la ciutat ha estat principalment jueva fins a l'Holocaust. A l'inici de la Segona Guerra Mundial hi havia al voltant de 8.000 jueus a la ciutat.
Durant l'ocupació alemanya de Polònia, el treball esclau es va utilitzar per construir una nova subdivisió que actuaria com a camp de concentració. Els presoners del camp de concentració d'Auschwitz s'utilitzaren per construir i fer treballs químics per al conglomerat I.G. Farben, que produí molts tipus d'elements químics necessaris per a l'esforç de guerra alemany.